# Anthropologie de la mondialisation
L'anthropologie de la mondialisation fait actuellement référence à une anthropologie confrontée au phénomène de mondialisation.
Le thème de l'anthropologie de la mondialisation est notamment repris en France par la Fondation Maison des sciences de l'homme, plus précisément au sein du collège d'études mondiales fondé par Michel Wieviorka en concertation avec Alain Touraine. Le thème de l'anthropologie de la mondialisation fut aussi abordé par Marc Abélès dans son livre intitulé Anthropologie de la globalisation (Abélès 2008).